# 후지타 조엘 치마
후지타 조엘 치마(일본어: 藤田 譲瑠 チマ, 2002년 2월 16일 ~ )는 일본의 축구 선수이다.

## 구단 경력
그는 2019년 J2리그의 도쿄 베르디에 입단했다. 2020년까지 45경기에 출전하여, 3득점을 넣었다. 2021년 J1리그의 도쿠시마 보르티스로 이적했다. 2022년 요코하마 F. 마리노스로 이적했다. 2022년에 J1리그 우승을 차지했다. 2023년 신트트라위던 VV로 이적했다.

## 국가대표팀 경력
그는 2019년 FIFA U-17 월드컵에 참가할 일본 U-17 국가대표팀에 발탁되었으며, 4경기에 출전했다. 2022년 AFC U-23 아시안컵에도 출전했다.
2022년 EAFF E-1 풋볼 챔피언십에 참가할 일본 국가대표팀에 발탁되었으며, 7월 19일 홍콩와의 경기에서 데뷔, 대회 우승에 기여했다.
2024년 AFC U-23 아시안컵에 참가할 일본 U-23 국가대표팀에 발탁되었다. 주장으로 출전, 우승에 기여했다. 대회 최우수 선수. 2024년 하계 올림픽에도 출전, 8강 진출에 기여했다.

## 통계
| 일본 | 일본 | 일본 |
| 연도 | 출전 | 득점 |
| ---- | ---- | ---- |
| 2022 | 2    | 0    |
| 통산 | 2    | 0    |